# Свети Апостоли (Ератира)
„Свети Дванадесет Апостоли“ (на гръцки: Ιερός Ναός Δώδεκα Αποστόλων) е възрожденска православна църква в село Ератира (Селица), Егейска Македония, Гърция, част от Сисанийската и Сятищка епархия.

## Местоположение
Църквата е гробищният храм на паланката, разположен в северния ѝ край.

## История
Църквата е изписана в 1895 година от сятищанина Христодулос Йоану, който работи и в „Свети Георги“ в Селица.